# Bahnhof Radolfzell

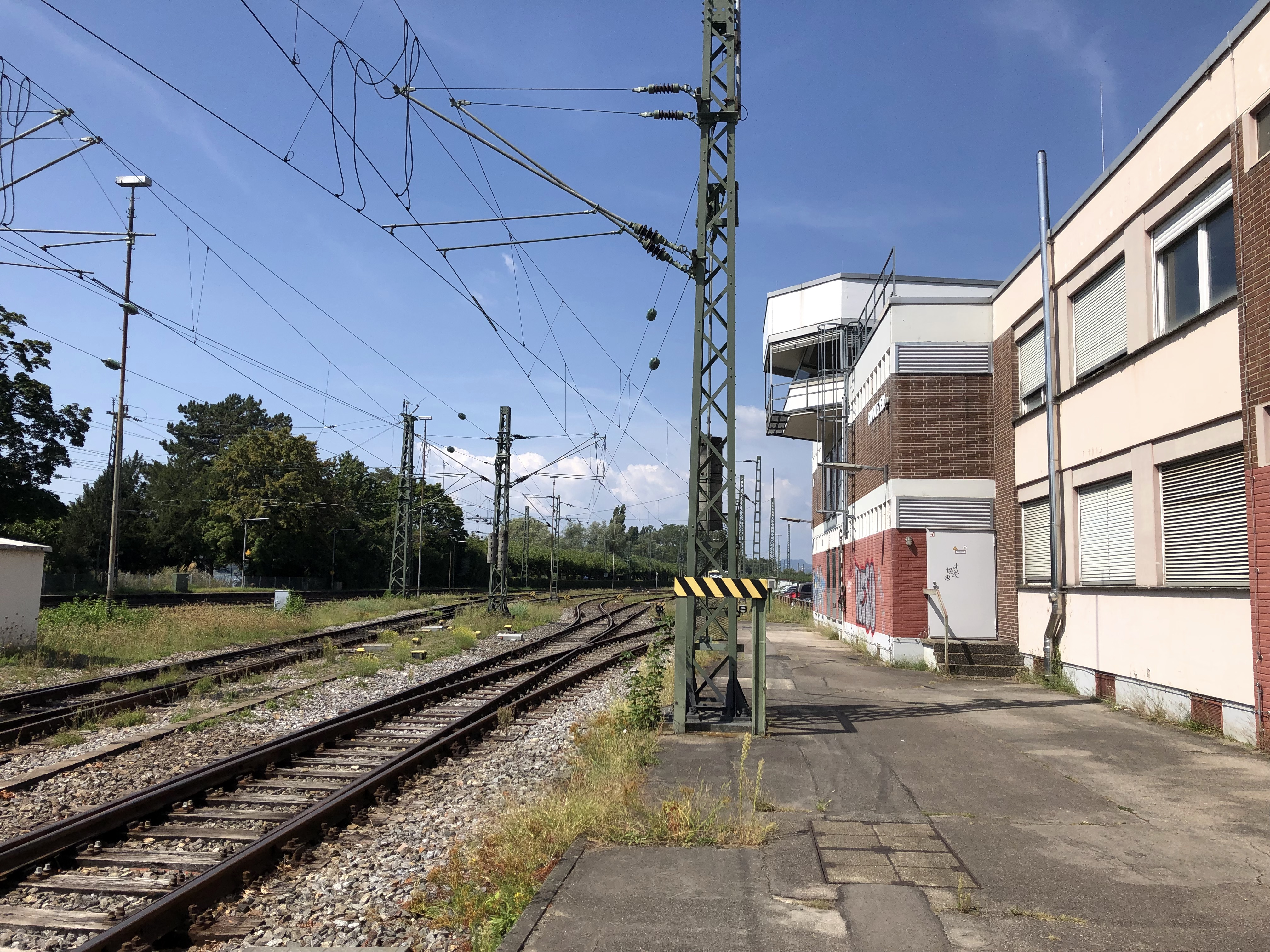
Stellwerk des Bahnhofs Radolfzell

Der Bahnhof Radolfzell ist ein Bahnhof der baden-württembergischen Stadt Radolfzell. Er wird von der Deutschen Bahn (DB) und privaten Anbietern im Regional- und Fernverkehr bedient, liegt an der Hochrheinbahn von Basel nach Konstanz und ist zugleich Ausgangspunkt der Bahnstrecke Radolfzell–Mengen.

## Lage
Der Bahnhof liegt am südlichen Rand des Stadtzentrums von Radolfzell, parallel zum Ufer des Bodensees. Die Gleisanlagen verlaufen annähernd in Ost-West-Richtung. Im östlichen Bahnhofsteil trennt sich die Strecke in Richtung Mengen von der Strecke nach Konstanz. Westlich des Personenbahnhofs schließt sich der Bahnhofsteil Radolfzell Gbf an.
Der Bahnhof Radolfzell liegt am Kilometer 394,2 der Hochrheinbahn (VzG-Nummer 4000) sowie am Kilometer −0,050 der Strecke Radolfzell–Mengen (VzG-Nummer 4330).

## Geschichte
Der Bahnhof Radolfzell wurde im Zuge der Eröffnung des Abschnitts Waldshut–Konstanz der Badischen Hauptbahn am 13. Juni 1863 eröffnet. Am 20. Juli 1867 folgte die Strecke nach Stockach.
Im Jahre 1966 wurde der Umbau des Bahnhofs geplant, was 1967 umgesetzt wurde. In dem Zuge wurde alte Empfangsgebäude abgerissen und 1970 durch einen Neubau ersetzt. Nach dem Umbau erhielt der Radolfzeller Bahnhof 1973 ein modernes Stellwerksgebäude.
1938 gehörte der Bahnhof zur Rangklasse I. Heute ist er in die Preisklasse 4 eingestuft.
2024 gab die Deutsche Bahn bekannt, dass Radolfzeller Bahnhofsgebäude für über eine halbe Million Euro zu sanieren und die Flache neu zu strukturieren. Die Arbeiten sollen bis Mitte 2025 abgeschlossen sein.

## Gleis- und Personenanlagen
Der Bahnhof umfasst sechs Gleise für den Personenverkehr an einem Haus-, zwei Mittel- und einem Außenbahnsteig. Eine Unterführung verbindet die Bahnsteige sowie das Stadtzentrum mit dem Hafen. Ein barrierefreier Zugang zu den Gleisen 2 bis 5 ist lediglich mit Voranmeldung über einen sonst gesperrten Reisendenübergang am Westende der Bahnsteige möglich. 2023 wurden an den Treppen von der Unterführung zu den Bahnsteigen Rillen zum Schieben von Fahrrädern angebracht, davor mussten die über die Treppen getragen werden.
Die Bahnsteige haben größtenteils eine Höhe von 76 cm und bieten damit einen teilweise barrierefreien Zugang zu den Zügen mit entsprechender Einstiegshöhe. Einzelne Bahnsteigabschnitte haben an den Enden abweichende Höhen von 20, 30 oder 55 cm.
Weitere Gleise stehen im angrenzenden Güterbahnhof für Güterzüge und zum Abstellen von Zügen zur Verfügung.
Zudem gab es westlich des Empfangsgebäudes eine Fußgängerbrücke, die Zugang zu den Bahnsteigen bot, diese wurde jedoch abgebrochen.

## Verkehr

### Fernverkehr
Ab Radolfzell verkehren heute nur noch wenige Fernzüge. Seit Dezember 2017 gibt es zweimal täglich ein Intercity-Zugpaar Stuttgart – Konstanz über Radolfzell. Es wird von DB Fernverkehr betrieben, kann aber auch mit Nahverkehrsfahrkarten genutzt werden kann.
2023 wurde Radolfzell zum ersten Mal überhaupt an das Intercity-Express-Netz angeschlossen. In den Sommermonaten fuhr jeweils freitags und samstags ein ICE aus Hamburg über die Schwarzwaldbahn nach Konstanz mit Halt in Radolfzell, samstags und sonntags gab es je einen Zug zurück nach Hamburg. Hintergrund war das Freiwerden von ICE-Zügen durch eine Baustelle auf einer anderen Strecke.
Im Dezember 2024 wurde die Verbindung nach und von Hamburg ohne zeitliche Befristung wieder eingeführt und ersetzt den bis dahin verkehrenden Intercity Schwarzwald Konstanz – Emden vollständig.

### Regionalverkehr
Radolfzell wird durch DB Regio stündlich mit Regional-Express-Zügen Konstanz – Karlsruhe und Regionalbahn-Zügen Radolfzell – Friedrichshafen bedient. Außerdem halten die zweistündlich verkehren Regional-Express-Züge Friedrichshafen – Basel in Radolfzell.
Die SBB GmbH verbindet die Stadt durch den seehas, die Linie S6 der S-Bahn Bodensee, im Halbstundentakt mit Engen, Singen und Konstanz und bietet seit Dezember 2023 zudem zweimal täglich Montags bis Freitags eine Direktverbindung nach Schaffhausen (Linie S62 „Rhyhas“ der S-Bahn Schaffhausen). Die SWEG betrieb bis zur Übernahme der Linie durch DB Regio im Dezember 2024 das seehäsle, die Linie S61 der S-Bahn Bodensee, nach Stockach.

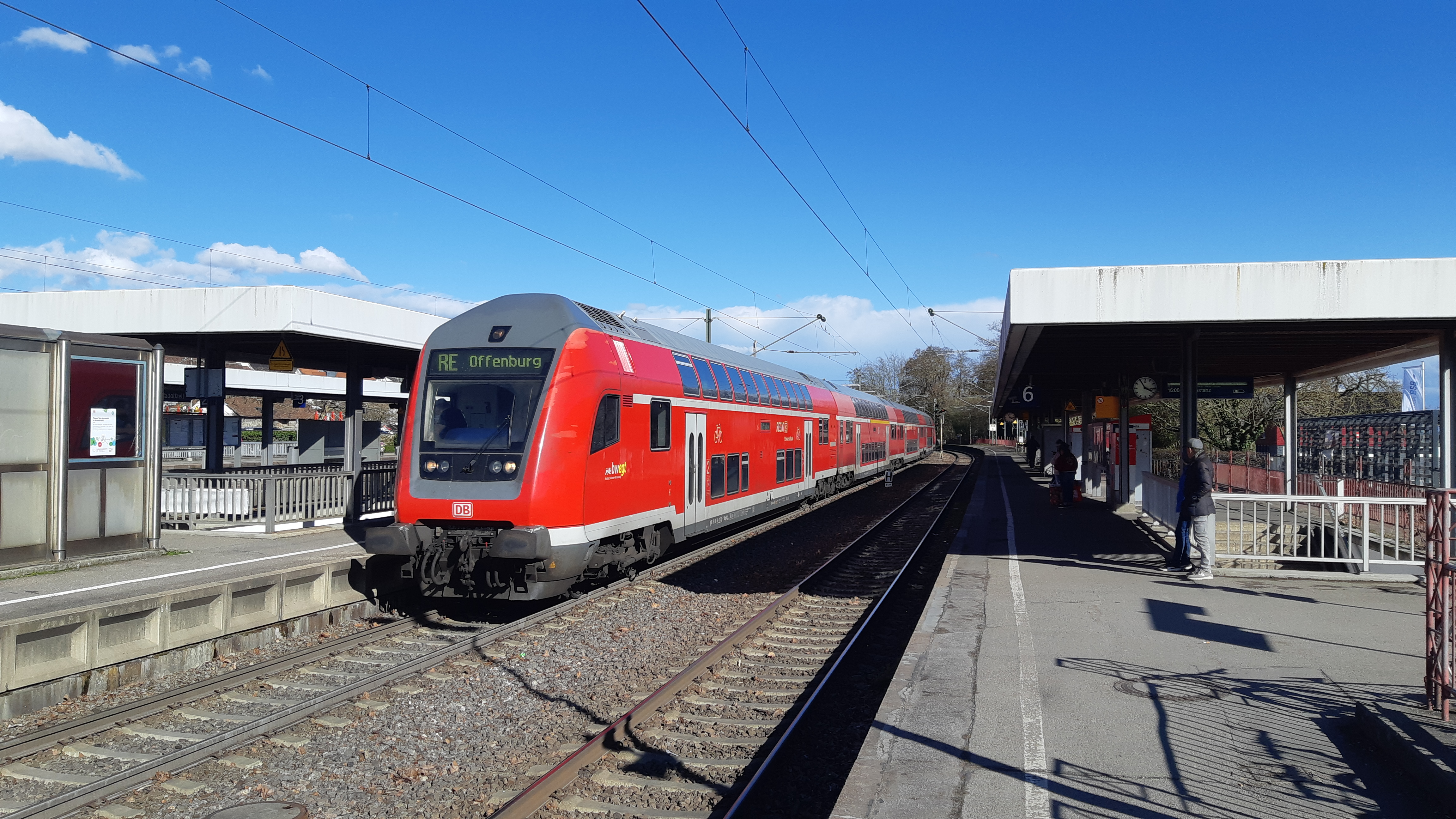
Regionalexpress der Linie RE 2

In den Sommermonaten verkehren zusätzlich an Wochenenden Freizeitexpress-Züge der Schienenverkehrsgesellschaft auf den Relationen Stuttgart – Friedrichshafen – Radolfzell – Singen und Stuttgart – Singen – Radolfzell – Konstanz.

### Sonstiger ÖPNV
Auf der Nordseite des Bahnhofs liegt der Zentrale Omnibusbahnhof (ZOB) der Stadt. Dort halten alle Stadtbuslinien, die die Stadtteile und Teilorte mit dem Stadtzentrum verbinden, sowie einige Regionalbuslinien in umliegende Gemeinden und die Schweiz. Dort hält fallweise auch der Schienenersatzverkehr.
Auf der Südseite des Bahnhofs, am Hafen, fahren in den Sommermonaten Personenschiffe auf die Halbinsel Höri, in die Schweiz und zur Insel Reichenau.